# Wyścig Austrii WTCC 2014
Wyścig Austrii WTCC 2014 – piąta runda World Touring Car Championship w sezonie 2014. Rozegrała się w dniach 23-25 maja 2014 w Salzburgu na torze Salzburgring.

## Lista startowa
| Nr | Kierowca             | Zespół                               | Samochód                | Opony |
| -- | -------------------- | ------------------------------------ | ----------------------- | ----- |
| 1  | Yvan Muller          | Citroën Total WTCC                   | Citroën C-Elysée WTCC   | Y     |
| 2  | Gabriele Tarquini    | Castrol Honda World Touring Car Team | Honda Civic WTCC        | Y     |
| 3  | Tom Chilton          | ROAL Motorsport                      | Chevrolet RML Cruze TC1 | Y     |
| 4  | Tom Coronel          | ROAL Motorsport                      | Chevrolet RML Cruze TC1 | Y     |
| 5  | Norbert Michelisz    | Zengő Motorsport                     | Honda Civic WTCC        | Y     |
| 6  | Franz Engstler       | Liqui Moly Team Engstler             | BMW 320 TC              | Y     |
| 7  | Hugo Valente         | Campos Racing                        | Chevrolet RML Cruze TC1 | Y     |
| 8  | Pasquale Di Sabatino | Liqui Moly Team Engstler             | BMW 320 TC              | Y     |
| 9  | Sébastien Loeb       | Citroën Total WTCC                   | Citroën C-Elysée WTCC   | Y     |
| 10 | Gianni Morbidelli    | ALL–INKL.COM Münnich Motorsport      | Chevrolet RML Cruze TC1 | Y     |
| 11 | James Thompson       | Lada Sport Lukoil                    | Łada Granta 1.6T        | Y     |
| 12 | Robert Huff          | Lada Sport Lukoil                    | Łada Granta 1.6T        | Y     |
| 14 | Michaił Kozłowski    | Lada Sport Lukoil                    | Łada Granta 1.6T        | Y     |
| 18 | Tiago Monteiro       | Castrol Honda World Touring Car Team | Honda Civic WTCC        | Y     |
| 25 | Mehdi Bennani        | Proteam Racing                       | Honda Civic WTCC        | Y     |
| 27 | John Filippi         | Campos Racing                        | SEAT León WTCC          | Y     |
| 37 | José María López     | Citroën Total WTCC                   | Citroën C-Elysée WTCC   | Y     |
| 77 | René Münnich         | ALL–INKL.COM Münnich Motorsport      | Chevrolet RML Cruze TC1 | Y     |
| 98 | Dušan Borković       | NIS Petrol by Campos Racing          | Chevrolet RML Cruze TC1 | Y     |
| Nr | Kierowca             | Zespół                               | Samochód                | Opony |

## Wyniki

### I Sesja treningowa
| Nr | Kierowca         | Konstruktor        | Czas     | Okr. |
| -- | ---------------- | ------------------ | -------- | ---- |
| 37 | José María López | Citroën Total WTCC | 1:22,771 | 6    |

### II Sesja treningowa
| Nr | Kierowca       | Konstruktor        | Czas     | Okr. |
| -- | -------------- | ------------------ | -------- | ---- |
| 9  | Sébastien Loeb | Citroën Total WTCC | 1:22,421 | 10   |

### Kwalifikacje
Źródło: fiawtcc.com
| Poz. | Nr | Kierowca             | Konstruktor                 | Q1       | Q2       | Q3       | Poz. s. |
| --- | --- | -------------------- | --------------------------- | -------- | -------- | -------- | ------- |
| 1 | 10 | Gianni Morbidelli    | Münnich Motorsport          | 1:22,283 | 1:22,281 | 1:22,137 | 6       |
| 2 | 1 | Yvan Muller          | Citroën Total WTCC          | 1:22,608 | 1:22,085 | 1:22,186 | 1       |
| 3 | 9 | Sébastien Loeb       | Citroën Total WTCC          | 1:22,722 | 1:22,371 | 1:22,363 | 2       |
| 4 | 4 | Tom Coronel          | ROAL Motorsport             | 1:22,960 | 1:22,168 | 1:22,432 | 3       |
| 5 | 37 | José María López     | Citroën Total WTCC          | 1:22,619 | 1:22,471 | 1:22,507 | 4       |
| 6 | 3 | Tom Chilton          | ROAL Motorsport             | 1:23,354 | 1:22,565 | –        | 5       |
| 7 | 18 | Tiago Monteiro       | Castrol Honda WTCC          | 1:23,097 | 1:22,790 | –        | 7       |
| 8 | 25 | Mehdi Bennani        | Proteam Racing              | 1:23,073 | 1:22,866 | –        | 8       |
| 9 | 5 | Norbert Michelisz    | Zengő Motorsport            | 1:23,207 | 1:22,871 | –        | 9       |
| 10 | 2 | Gabriele Tarquini    | Castrol Honda WTCC          | 1:23,527 | 1:22,929 | –        | 10      |
| 11 | 77 | René Münnich         | Münnich Motorsport          | 1:23,446 | 1:23,363 | –        | 11      |
| 12 | 98 | Dušan Borković       | NIS Petrol by Campos Racing | 1:22,948 | –        | –        | 12      |
| 13 | 11 | James Thompson       | Lada Sport Lukoil           | 1:23,705 | –        | –        | 16      |
| 14 | 12 | Robert Huff          | Lada Sport Lukoil           | 1:23,722 | –        | –        | 13      |
| 15 | 14 | Michaił Kozłowski    | Lada Sport Lukoil           | 1:24,144 | –        | –        | 17      |
| 16 | 6 | Franz Engstler       | Liqui Moly Team Engstler    | 1:27,550 | –        | –        | 14      |
| 17 | 27 | John Filippi         | Campos Racing               | 1:28,245 | –        | –        | 18      |
| 18 | 8 | Pasquale Di Sabatino | Liqui Moly Team Engstler    | 1:28,901 | –        | –        | 15      |
| | 7 | Hugo Valente         | Campos Racing               | –        | –        | –        | 19      |
| Poz. | Nr | Kierowca             | Konstruktor                 | Q1       | Q2       | Q3       | Poz. s. |
| \| Legenda \| Legenda \| \| ------------------------ \| ---------------------------------------------------------------------------------------------------------------------------------------------------------------------------------------------------------------------------------------------------------------- \| \| Poz. Nr Q1 Q2 Q3 Poz. s. \| Pozycja zajęta w sesji kwalifikacyjnej Numer startowy kierowcy Wynik uzyskany w pierwszej części kwalifikacji Wynik uzyskany w drugiej części kwalifikacji Wynik uzyskany w trzeciej części kwalifikacji Pozycja startowa po uwzględnięniu kar, przesunięć, itp. \| | |                      |                             |          |          |          |         |
| Legenda | |                      |                             |          |          |          |         |
| Poz. Nr Q1 Q2 Q3 Poz. s. | Pozycja zajęta w sesji kwalifikacyjnej Numer startowy kierowcy Wynik uzyskany w pierwszej części kwalifikacji Wynik uzyskany w drugiej części kwalifikacji Wynik uzyskany w trzeciej części kwalifikacji Pozycja startowa po uwzględnięniu kar, przesunięć, itp. |                      |                             |          |          |          |         |

### Wyścig 1

#### Wyścig
Źródło: Wyprzedź Mnie!
| P                 | + / –     | Nr | Kierowca             | Konstruktor                 | Okr. | Czas / Strata | Komentarz |
| ----------------- | --------- | -- | -------------------- | --------------------------- | ---- | ------------- | --------- |
| 1                 | Bez zmian | 1  | Yvan Muller          | Citroën Total WTCC          | 15   | 20:56,737     |           |
| 2                 | 1         | 4  | Tom Coronel          | ROAL Motorsport             | 15   | +0:03,840     |           |
| 3                 | 1         | 37 | José María López     | Citroën Total WTCC          | 15   | +0:04,276     |           |
| 4                 | 2         | 9  | Sébastien Loeb       | Citroën Total WTCC          | 15   | +0:05,427     |           |
| 5                 | 2         | 18 | Tiago Monteiro       | Castrol Honda WTCC          | 15   | +0:12,403     |           |
| 6                 | 1         | 3  | Tom Chilton          | ROAL Motorsport             | 15   | +0:12,945     |           |
| 7                 | 1         | 25 | Mehdi Bennani        | Proteam Racing              | 15   | +0:13,566     |           |
| 8                 | 2         | 2  | Gabriele Tarquini    | Castrol Honda WTCC          | 15   | +0:14,868     |           |
| 9                 | Bez zmian | 5  | Norbert Michelisz    | Zengő Motorsport            | 15   | +0:15,672     |           |
| 10                | 4         | 10 | Gianni Morbidelli    | Münnich Motorsport          | 15   | +0:16,184     |           |
| 11                | Bez zmian | 77 | René Münnich         | Münnich Motorsport          | 15   | +0:25,974     |           |
| 12                | 1         | 12 | Robert Huff          | Lada Sport Lukoil           | 15   | +0:27,778     |           |
| 13                | 3         | 11 | James Thompson       | Lada Sport Lukoil           | 15   | +0:31,278     |           |
| 14                | 3         | 14 | Michaił Kozłowski    | Lada Sport Lukoil           | 15   | +0:41,924     |           |
| 15                | 1         | 6  | Franz Engstler       | Liqui Moly Team Engstler    | 15   | +1:20,251     |           |
| 16                | 2         | 27 | John Filippi         | Campos Racing               | 14   | +1 okr        |           |
| 17                | 2         | 8  | Pasquale Di Sabatino | Liqui Moly Team Engstler    | 14   | +1 okr        |           |
| Niesklasyfikowani |           |    |                      |                             |      |               |           |
|                   |           | 98 | Dušan Borković       | NIS Petrol by Campos Racing | 5    |               |           |
|                   |           | 7  | Hugo Valente         | Campos Racing               | 4    |               | [ a ]     |
| P                 | + / –     | Nr | Kierowca             | Konstruktor                 | Okr. | Czas / Strata | Komentarz |

#### Najszybsze okrążenie
| Nr | Kierowca         | Konstruktor        | Czas     | Okr. |
| -- | ---------------- | ------------------ | -------- | ---- |
| 37 | José María López | Citroën Total WTCC | 1:22,571 | 2    |

#### Prowadzenie w wyścigu
| Nr                              | Kierowca    | Okrążenia | Suma |
| ------------------------------- | ----------- | --------- | ---- |
| 1                               | Yvan Muller | 1-15      | 15   |
| \| Wykres \| \| ------ \| \| \| |             |           |      |
| Wykres                          |             |           |      |
|                                 |             |           |      |

### Wyścig 2

#### Wyścig
Źródło: Wyprzedź Mnie!
| P                 | + / – | Nr | Kierowca             | Konstruktor                 | Okr. | Czas / Strata | Komentarz |
| ----------------- | ----- | -- | -------------------- | --------------------------- | ---- | ------------- | --------- |
| 1                 | 6     | 37 | José María López     | Citroën Total WTCC          | 17   | 51:59,898     |           |
| 2                 | 1     | 2  | Gabriele Tarquini    | Castrol Honda WTCC          | 17   | +0:01,683     |           |
| 3                 | 1     | 18 | Tiago Monteiro       | Castrol Honda WTCC          | 17   | +0:02,554     |           |
| 4                 | 2     | 5  | Norbert Michelisz    | Zengő Motorsport            | 17   | +0:03,651     |           |
| 5                 | 3     | 4  | Tom Coronel          | ROAL Motorsport             | 17   | +0:03,908     |           |
| 6                 | 1     | 10 | Gianni Morbidelli    | Münnich Motorsport          | 17   | +0:04,466     |           |
| 7                 | 2     | 9  | Sébastien Loeb       | Citroën Total WTCC          | 17   | +0:04,758     |           |
| 8                 | 5     | 25 | Mehdi Bennani        | Proteam Racing              | 17   | +0:05,418     |           |
| 9                 | 2     | 77 | René Münnich         | Münnich Motorsport          | 17   | +0:10,074     |           |
| 10                | 5     | 14 | Michaił Kozłowski    | Lada Sport Lukoil           | 17   | +0:15,288     |           |
| 11                | 5     | 6  | Franz Engstler       | Liqui Moly Team Engstler    | 17   | +0:27,754     |           |
| 12                | 6     | 8  | Pasquale Di Sabatino | Liqui Moly Team Engstler    | 17   | +0:35,070     |           |
| 13                | 4     | 27 | John Filippi         | Campos Racing               | 17   | +1:04,568     | [ 9 ]     |
| Niesklasyfikowani |       |    |                      |                             |      |               |           |
|                   |       | 7  | Hugo Valente         | Campos Racing               | 6    |               |           |
|                   |       | 1  | Yvan Muller          | Citroën Total WTCC          | 1    |               |           |
|                   |       | 3  | Tom Chilton          | ROAL Motorsport             | 0    |               |           |
|                   |       | 98 | Dušan Borković       | NIS Petrol by Campos Racing | 0    |               |           |
|                   |       | 11 | James Thompson       | Lada Sport Lukoil           | 0    |               |           |
|                   |       | 12 | Robert Huff          | Lada Sport Lukoil           | 0    |               |           |
| P                 | + / – | Nr | Kierowca             | Konstruktor                 | Okr. | Czas / Strata | Komentarz |

#### Najszybsze okrążenie
| Nr | Kierowca         | Konstruktor        | Czas     | Okr. |
| -- | ---------------- | ------------------ | -------- | ---- |
| 37 | José María López | Citroën Total WTCC | 1:23,864 | 9    |

#### Prowadzenie w wyścigu
| Nr                              | Kierowca          | Okrążenia | Suma |
| ------------------------------- | ----------------- | --------- | ---- |
| 2                               | Gabriele Tarquini | 1-12      | 12   |
| 37                              | José María López  | 12-17     | 5    |
| \| Wykres \| \| ------ \| \| \| |                   |           |      |
| Wykres                          |                   |           |      |
|                                 |                   |           |      |